# トゥコージー・ラーオ・ホールカル2世
トゥコージー・ラーオ・ホールカル2世（Tukoji Rao Holkar II, 1835年5月3日 - 1886年6月17日）は、インドのホールカル家の当主及びインドール藩王国の君主（在位：1844年 - 1886年）。

## 生涯
1835年5月3日、トゥコージー・ラーオ・ホールカルはホールカル家の一族サントージー・ラーオ・ホールカルの息子として生まれた。
1844年3月17日、当主であり藩王カンデー・ラーオ・ホールカル2世は治世一年にも満たずに死亡した。
そのため、トゥコージー・ラーオがイギリスによって選ばれ、故ヤシュワント・ラーオ・ホールカルの妃クリシュナ・バーイー・ホールカルの養子となり、新当主および藩王となった。
1877年1月1日、トゥコージー・ラーオはデリー・ダルバールへ参加し、その際21発の祝砲を受けた。また、同年からその没年まで、インドにおけるヴィクトリア女王の参事官であった。
1886年6月17日、トゥコージー・ラーオは死亡し、息子のシヴァージー・ラーオ・ホールカルが王位を継承した。